# Escinc del desert
L'escinc del desert, escíncid del desert sense adorns o escícid del desert (Liopholis inornata) és una espècie de llangardaix de la família Scincidae. L'escinc del desert és endèmica d'Austràlia, i està molt estesa, amb poblacions registrades a tots els estats i territoris continentals excepte el Territori de la Capital Australiana. Es troba en zones seques i desèrtiques amb sòls arenosos/margosos profunds i no compactats i una coberta de vegetació poc significativa.

## Taxonomia
Va ser classificat per primera vegada per Nils Rosén l'any 1905 com a Egernia inornata. El 2008, el gènere Egernia es va dividir en quatre nous gèneres després d'una revisió taxonòmica de Gardner et al. mostrant diferents diferències filogenètiques en molts membres d'Egernia. Com a resultat de la revisió taxonòmica d'Egernia, Egernia inornata va ser reclassificat a Liopholis inornata.

## Descripció

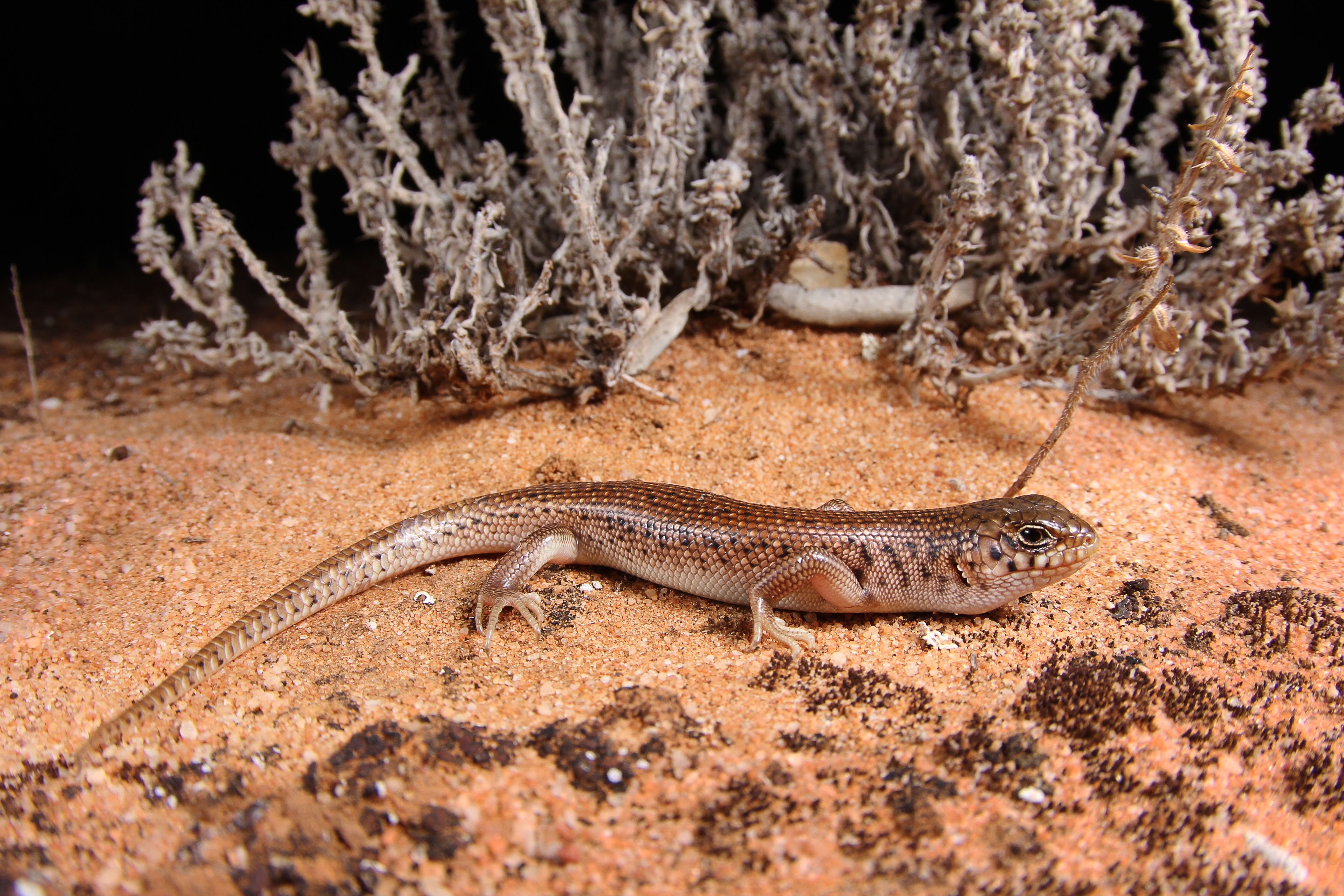
Egènia del desert

És una sargantana terrestre de mida mitjana. Té una coloració de color marró pàl·lid a vermellós amb taques de color crema al llarg de les puntes de les escates a l'esquena i als costats amb colors escalats sovint enfosquits cap al cap. Té una part inferior pàl·lida i cremosa de color blanc a groc i una zona ventral blanca, les seves extremitats són sovint més pàl·lides que la resta del cos.
Com la majoria de les espècies de sargantanes excavadores, l'escinc del desert té un cos estret i potes fortes i petites per augmentar l'eficiència d'excavació i reduir la despesa energètica.
La cua sol ser una mica més llarga que la longitud del musell, és rodona i afilada, de color semblant al cos amb poca variació. Una característica definitòria d'aquesta espècie és la longitud del seu quart dit del peu, que és substancialment més llarg que el tercer dit.
Els adults solen mesurar entre 75 mm i 84 mm entre el musell i la cloaca i entre 165 mm i 184 mm si se li suma la cua. No hi ha cap diferència significativa de mida entre mascle i femella en aquesta espècie.
A diferència de moltes altres espècies dins de la família dels escíncids, no s'ha trobat que l'escinc del desert mostri cap patró de polimorfisme de patró de color (CPP). Això pot ser degut a la naturalesa heterogènia de les zones àrides dins d'Austràlia en comparació amb les àrees amb altres condicions climàtiques, i al camuflatge efectiu de les espècies contra els sòls del seu hàbitat com a mesura per evitar els depredadors.

## Reproducció
L'escinc del desert és vivípar, és a dir, té cries vives. La seva època de reproducció normalment cau entre setembre i principis de maig, i se sap que té dues ventrades en una temporada. Generalment produeix entre 1 i 4 cries, amb una mida mitjana de ventrada de 2,1. Aquesta petita mida de la ventrada en relació amb altres membres de Liopholis s'ha atribuït a la seva mida corporal relativament petita en comparació amb altres membres del gènere. Assoleix la maduresa sexual en dos anys.
Es creu que és un animal majoritàriament monògam. A diferència de la majoria dels altres membres de Liopholis, que s'ha observat principalment que són socials i familiars, l'escinc del desert és una espècie solitària que no ha mostrat tendències significatives en les associacions socials amb altres membres del gènere o la seva propia descendència.

## Dieta

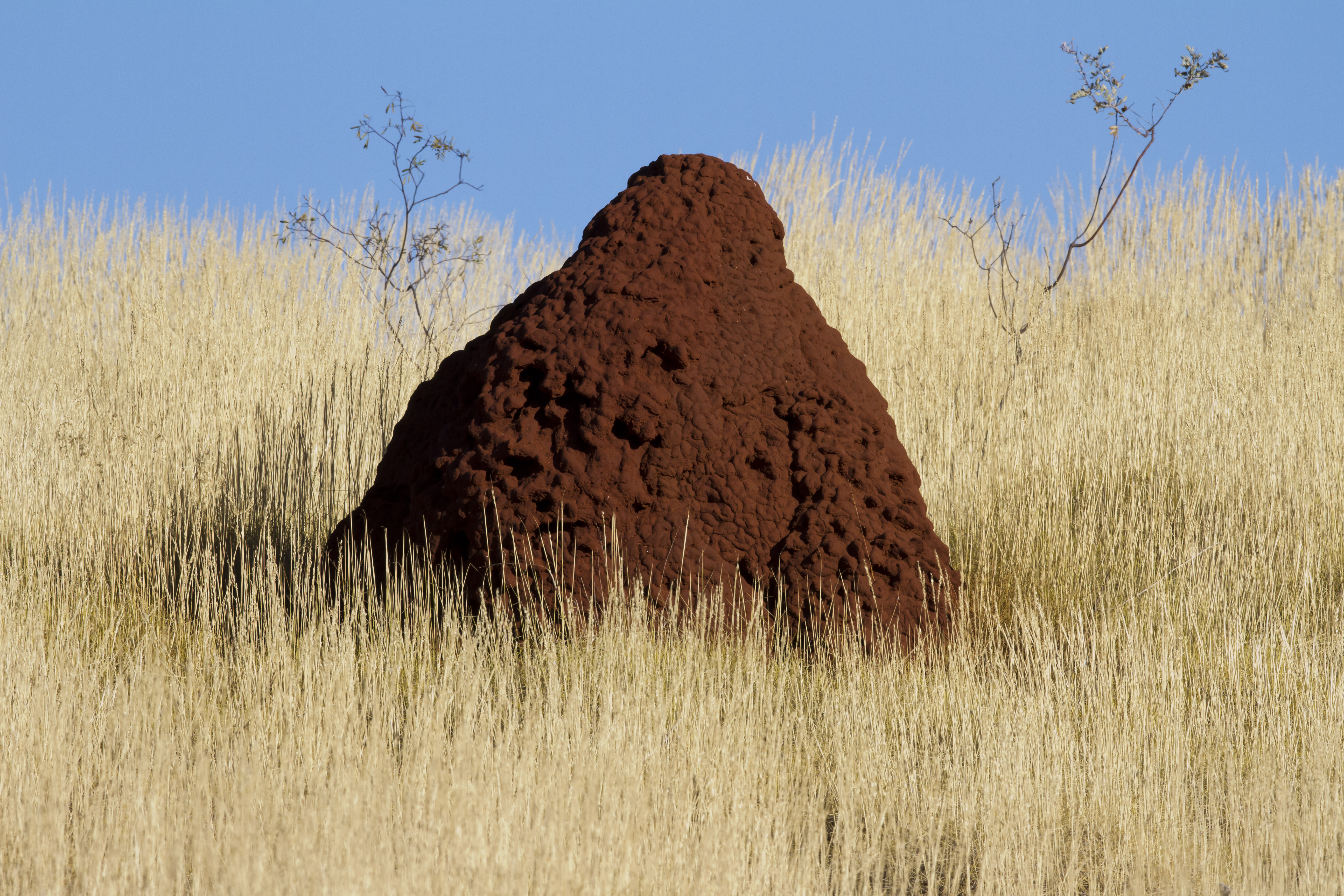
Un monticle de tèrmits dins de la coberta de triodia: una font important d'aliment per a l'escinc del desert

És un animal majoritàriament insectívor, la seva dieta que consisteix principalment en formigues i tèrmits, que representa més del 80% del seu aliment. La resta de la dieta de l'escinc del desert consisteix en insectes més grans com ara aranyes i escarabats, i ocasionalment material vegetal i altres llangardaixos. La seva activitat d'alimentació té lloc principalment en zones properes a l'entrada del seu cau. És majoritàriament un depredador d'emboscada oportunista, que espera dins de l'entrada del seu complex de cau, que normalment es troba a la base d'un grup o herba o un arbust on freqüenten els insectes, i emboscant a les preses que passen.

## Depreradors
Se sap que és una presa popular de moltes altres espècies autòctones del desert, com les serps marrons anellades i els varans de Gould, en el cas de la serp marró anellada actua igual que l'egèrnia, es fica en caus buits i espera que torni per emboscar-lo. És també una presa freqüènt de mamífers introduïts com ara gats i guineus, que són capaços d'identificar la seva presència dins d'una àrea pels seus caus característics. La seva tendència a canviar sovint de llocs de cau pot ser una adaptació a la depredació d'aquestes espècies.